# Kaonde (peuple)
Pour les articles homonymes, voir Kaonde.

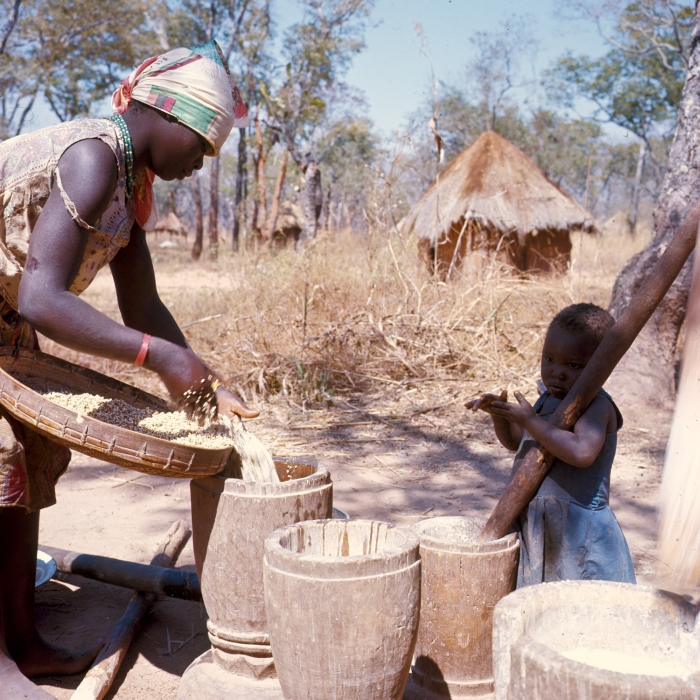
Femme nettoyant le maïs à Kasempa (1967).

Les Kaonde sont une population bantoue d'Afrique australe et centrale, vivant principalement en Zambie dans la Province nord-occidentale, également au nord-est de la république démocratique du Congo dans la région du Haut-Shaba.

## Ethnonymie
Selon les sources et le contexte, on observe plusieurs variantes : Bakahonde, Bakaonde, Bakwakahonde, Kahonde, Kaondes, Kaunde, Kaundi, Kawonde, Kunda, Luba Kaonde.

## Langue

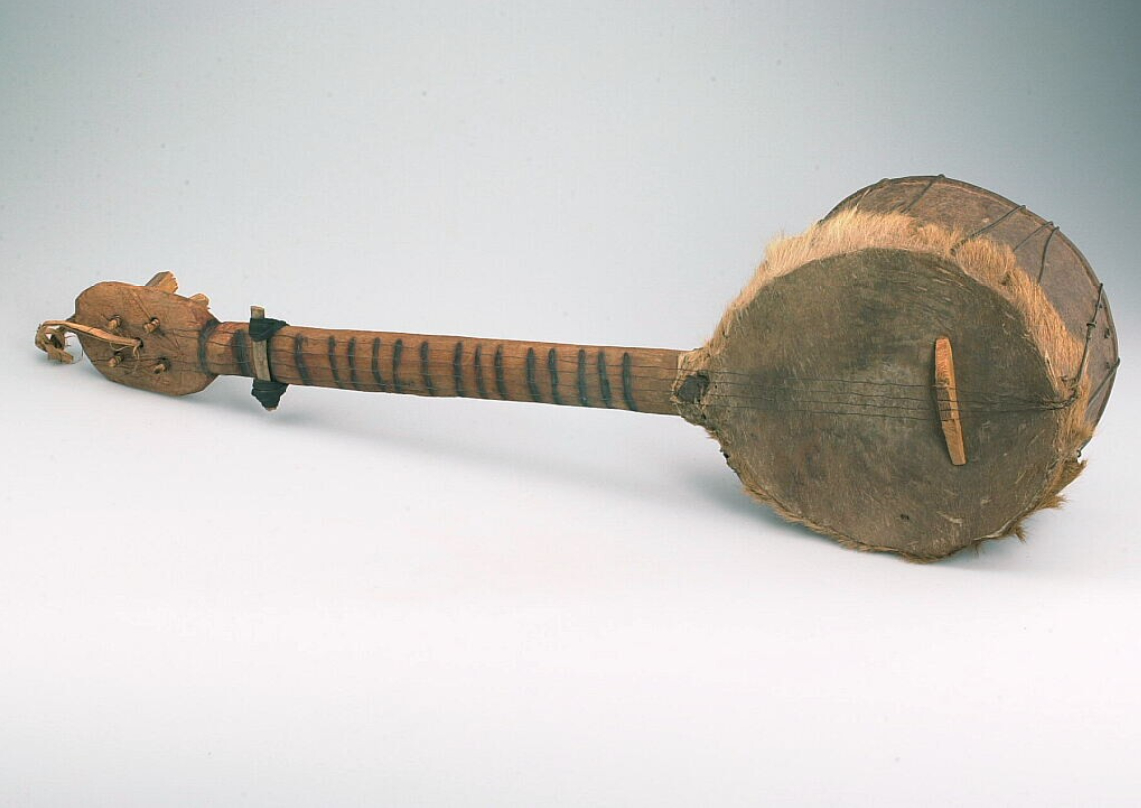
Ramkie (instrument à cordes).

Leur langue est le chikaonde (ou kaonde), une langue bantoue dont le nombre total de locuteurs a été estimé à 243 000. Environ 207 000 vivaient en Zambie en 2006 et 36 000 en république démocratique du Congo en 1995.